# Минасов, Георгий Вартанович
Георгий Вартанович Минасов (Минасян) (арм. Մինասով Գեորգի Վարդանի; 1933, Баку, Азербайджанская ССР, СССР — 20 августа 2020, Ереван, Армения) — заслуженный артист Республики Армения (2007), один из признанных знатоков искусства мугамата в Закавказье, музыкант, педагог, исследователь и изобретатель новых разновидностей инструмента дудук (национальный армянский духовой инструмент), имеющего многовековую историю.

## Биография
Родился в 1933 г. в Баку в семье потомственных музыкантов. Учился в армянской и русской школах, окончил музыкальное училище им. Асафа Зейнали. С 7 лет играл на мандолине, с 16 лет — на кяманче. Первым учителем был родной дядя, брат отца, Агалар Минасов — известный в своё время дудукист. Формирование личности музыканта происходило под воздействием исполнительского искусства крупных мастеров дудука Каро Чарчогляна и Левона Мадояна.
В годы армейской службы был первым кларнетистом оркестра. Окончив службу, он вернулся в родной город и играл в кинотеатре, в ансамбле песни и пляски, работал солистом оркестра народных инструментов Азгостелерадио. Работал во Дворце им. Шаумяна одноименного района Баку, а затем обучал детей игре на дудуке в музыкальной школе им. Шаумяна. В 1963 г. в музыкальной школе открылся класс дудука. На протяжении 20 лет давал уроки дудука армянским и азербайджанским детям.
В 1983 г. с семьей переехал в Ереван и поступил в руководимый Рубеном Алтуняном Государственный ансамбль гусанской и народной песни в качестве солиста-дудукиста. Он продолжил преподавательскую деятельность в Ереванском музыкальном училище им. Романоса Меликяна.

## Творческая деятельность
Выступал на сценах многих стран мира: США, Канады, России, Греции, Бельгии, Сирии, Ливана, Ирака, ОАЭ и др.
Является автором двух пособий по игре на дудуке. Последний написанный им учебник «Школа игры на дудуке» был издан в Армении на трех языках (армянском, русском, английском).
По нему преподавал и сам Георгий Минасов. Особую ценность придают учебнику включенные в него образцы восточных мугамов в нотной записи самого автора.
Внес значительный вклад в развитие самого инструмента дудук, увеличив его исполнительские возможности. Мастер создал несколько модификаций дудука: бас, баритон и тенор. В результате усовершенствования диапазон обычного дудука хроматически расширен на квинту. Работу над инструментами Георгий Минасов начал в 1992 г., а в 2001 г. получил на них авторское право на изобретение.
Является основателем и руководителем, а также первым дудуком ансамбля «Дудукнер», созданного им в 1998 году сначала как квартет дудукистов, а затем ставшего квинтетом армянских народных инструментов. Дирижёром ансамбля стала дочь Георгия Минасова — Татьяна Минасян. В 2000 г. квартет записал свой первый альбом «Folk Musik», в котором представлены жемчужины армянской музыкальной культуры.
Ансамбль «Дудукнер» является в своем роде единственным в мире. В репертуаре ансамбля армянские народные и гусанские песни, духовная музыка, восточные мугамы, музыка народов мира. Существенную часть репертуара составляют произведения армянских композиторов: Арама Хачатуряна, Александра Спендиарова, Комитаса, Нарекаци, Шнорали, Пахлавуни, Екмаляна; песни гусанов: Саят-Нова, Шерам; классическая музыка (в авторской аранжировке Георгия Минасова) Баха, Моцарта, Рахманинова, Гершвина, а также произведения современных композиторов.

## Награды
- Медаль «За заслуги перед Отечеством» 1-й степени (2013).
- Заслуженный артист Республики Армения (2007).

## Использованы материалы
- Ансамбль Дудукнер